# Pablo González Pérez
Pablo González Pérez (Móstoles, diciembre de 1986) es un investigador español de seguridad informática, Microsoft MVP y autor de numerosos libros sobre esta misma temática. Ponente asiduo en las conferencias más importantes de ciberseguridad como BlackHat Europe o RootedCon. Ha sido nombrado como una de las personas más influyentes en el mundo de la seguridad informática en España por Adecco en 2017, ComputerWorld (editorial IDG) en 2018 y por Zinkup en 2019

## Trayectoria
Pablo González se licenció en Ingeniería Técnica en Informática de Sistemas (2009) y más tarde en Ingeniería Informática (2012) en la URJC. Posteriormente obtuvo un máster en Seguridad Informática por la UNIR en 2014. En 2009 comenzó a trabajar en la empresa Informatica64 (que pasó a llamarse ElevenPaths, parte ahora de Telefónica Tech) donde conoció al hacker Chema Alonso, realizando tareas de seguridad, exámenes de penetración y auditorías.
Desde 2013 trabaja como investigador de seguridad informática en Telefónica donde ha participado en numerosos proyectos como FaasT y FOCA. También ha contribuido a numerosos papers sobre seguridad informática como por ejemplo WordpPress in Paranoid Mode o Hidden Networks. Actualmente lidera el equipo de "Ideas Locas" dentro del departamento CDO de Telefónica de pre-innovación  en proyectos como DirtyTooth, iBombshell, UAC-A-Mola, HomePwn, ATTPWN entre otros.
También ha participado como ponente en los eventos de seguridad informática más importantes en España como CyberCamp (INCIBE), NavajaNegra, HoneyCon, EuskalHack o RootedCon, así como en otros eventos internacionales como 8dot8 (Chile),  BSides (Colombia), EkoParty (Argentina), DragonJar (Colombia), LeHack (Francia) o BlackHat Europe (UK).
Actualmente es docente en las siguientes universidades como profesor de análisis forense, pentesting y seguridad en sistemas operativos:
- Director del máster Universitario en Seguridad de Tecnologías de la Información y de las Comunicaciones en la Universidad Europea de Madrid.
- Máster en Seguridad de las Tecnologías de la Información y de las Comunicaciones en la Universidad Oberta de Catalunya.

También es cofundador de Flu-Project, una web dedicada a divulgar proyectos relacionados con la seguridad informática a nivel personal y fundador de HackersClub, web orientada al emprendimiento y la formación.

## Reconocimientos
- Premio Extraordinario Final de Carrera en la URJC (2009) por la Ingeniería Técnica de Sistemas.
- Premio al mejor expediente de promoción (2009) por la Universidad Rey Juan Carlos.
- MVP Microsoft 2017-2018, 2018-2019 y 2019-2020[1]
- Top 25 influencers de la Ciberseguridad en España 2018[7]
- Top 10 influencers de la Ciberseguridad en España 2017[6]
- Top 50 influencers de la ciberseguridad de habla hispana 2019[8]
- RootedCon Premium, año 2014.
- Premio en el V Aniversario de la RootedCon (charla más puntuada por el público).

## Publicaciones
Libros publicados como autor (editorial 0xWord):
- Powershell: La navaja suiza de los administradores de sistemas, año 2012.
- Metasploit para Pentesters año 2012, 4 ediciones.
- Pentesting con Kali Linux, varias ediciones, año 2013.
- Hardening de servidores GNU/Linux, 3 Edición.
- Ethical Hacking: Teoría y práctica para la realización de un pentesting, 2° edición, año 2014).
- Pentesting con Powershell, 2° edición, año 2015.
- Got Root: El poder de la mente, año 2016.
- Hacking Web Technologies, año 2016.
- Hacking Windows: ataques a sistemas y redes Microsoft, año 2017.
- Hacking con Metasploit. Advanced Pentesting, año 2018.

Libros como colaborador (editorial 0xWord)
- Pentesting con FOCA, año 2013.
- Hacking de aplicaciones web: SQL Injection, año 2017.
- Ataques en redes de datos IPv4 e IPv6.

Artículos en ExploitDB
- DirtyTooth, extracting vcard data from Bluetooth iOS profiles.[34]
- Hidden Networks: Detecting Hidden Networks created with USB devices.[35]
- PCMan FTP Server 2.0.7. - "PORT" Remote Buffer Overflow.[36]
- Microsoft Windows - Fileless UAC Protection ByPass Privilege Escalation (Metasploit).[37]
- Zabbix 2.0.5. - Cleartext ldap_bind_Password Disclosure (Metasploit).[38]
- Chemtool 1.6.14 - Memory Corruption.[39]
- PCMan FTP Server 2.0.7 - PORT Remote Buffer Overflow[40]

CVE
- CVE-2013-5572
- CVE-2018-7586
- CVE-2018-7036
- CVE-2018-7037
- CVE-2018-7255
- CVE-2018-7256